# Bułgarska mafia
Bułgarska mafia (bułg. Имало едно време на Изток) – bułgarski film dokumentalny w reżyserii Demira Janewa z 2011 roku.
Dokumentalny obraz Bułgarii lat 90. XX w. O przemianach dokonujących się w okresie transformacji ustrojowej opowiada były zapaśnik i autor książek o mafii Georgi Stojew, a także jego przyjaciele – historyk Andriej Pantiew, poeta Rumen Leonidow i antropolog Charalian Aleksandrow. Z opowieści Stojewa i jego przyjaciół, a także z relacji telewizyjnych i amatorskich obrazów przedstawianych w filmie wyłania się obraz państwa rządzonego przez powiązane z mafią nowe elity polityczne.
Stojew nie doczekał premiery filmu -- 7 kwietnia 2008 zginął zastrzelony na ulicy Sofii.
Premiera filmu odbyła się w kwietniu 2011 w Katarze w ramach Międzynarodowego Festiwalu Filmów Dokumentalnych, organizowanego przez telewizję Al-Jazeera.